# Huachocolpa (distrito de Tayacaja)
Huachocolpa é um distrito do Peru, departamento de Huancavelica, localizada na província de Tayacaja.

## Transporte
O distrito de Huachocolpa é servido pela seguinte rodovia:
- HV-123, que liga a cidade ao distrito de Surcubamba [1][2][3]